# Yūji Horii
Pour les articles homonymes, voir Horii.
Yūji Horii (堀井 雄二, Horii Yūji) est un créateur de jeu vidéo japonais. Il est surtout connu pour être le principal créateur et scénariste de la série de jeux vidéo de rôle Dragon Quest.
En 2022, il reçoit un Game Developers Choice Award pour l'ensemble de sa carrière.

## Carrière
Yūji Horii nait le 6 janvier 1954 dans la préfecture de Hyōgo au Japon. Il obtient un diplôme de littérature à la prestigieuse université Waseda de Tokyo. Il commence par travailler en tant que pigiste free-lance pour divers journaux ou magazines.
En 1982, Horii participe à un concours de programmation de jeux vidéo organisé par la société Enix, à la recherche de nouveaux programmeurs talentueux; il est alors l'un des lauréats et remporte un voyage à San Francisco pour assister au salon AppleFest '83. Là il découvre avec intérêt Wizardry, un jeu vidéo simulant une histoire inspirée d'heroic fantasy, rétrospectivement considéré comme l'un des premiers véritables jeu vidéo de rôle.
En 1995, il a un projet de jeu avec Hironobu Sakaguchi, créateur de l'autre grande série de jeux vidéo au Japon, Final Fantasy mais ni l'un ni l'autre n'ont le temps de s'y consacrer. Le créateur de chez Square Kazuhiko Aoki se propose alors pour produire le jeu en appelant comme directeur Takashi Tokita, Yoshinori Kitase et Akihiko Matsui. Le jeu, Chrono Trigger, basé sur les voyages temporels, connaitra un très bon accueil.
Il a également été chargé de la supervision du manga Fly.

## Travaux
Jeu vidéo
| - 1983 : The Portopia Serial Murder Case, scénariste - 1985 : Karuizawa Yukai Annai, scénariste - 1986 : Dragon Quest, scénariste - 1987 : Dragon Quest II, scénariste - 1988 : Dragon Quest III, scénariste - 1990 : Dragon Quest IV, scénariste - 1991 : Itadaki Street: Watashi no Omise ni Yottette - 1992 : Dragon Quest V, game design, scénariste - 1994 : Itadaki Street 2: Neon Sign wa Bara Iro ni - 1995 : Dragon Quest VI, game design, scénariste - 1995 : Chrono Trigger, superviseur - 1996 : Dragon Quest III (remake sur Super Famicom), game design, scénariste - 1998 : Itadaki Street: Gorgeous King - 1998 : Dragon Quest Monsters, directeur exécutif, game design, scénariste - 1999 : Torneko: The Last Hope, scénariste - 2000 : Dragon Quest VII, game design, directeur du scénario - 2001 : Dragon Quest IV (remake sur PlayStation) - 2001 : Dragon Quest Monsters 2, directeur exécutif, game design, scénariste | - 2002 : Itadaki Street 3 Okumanchouja Nishiteageru: Kateikyoushi Tsuki - 2003 : Dragon Quest Monsters: Caravan Heart - 2004 : Dragon Quest and Final Fantasy in Itadaki Street Special - 2004 : Dragon Quest V (remake sur PlayStation 2) - 2004 : Dragon Quest : L'Odyssée du roi maudit, game design, scénariste - 2005 : Dragon Quest Heroes: Rocket Slime, producteur délégué - 2006 : Dragon Quest Monsters: Joker - 2006 : Dragon Quest: Shounen Yangus to Fushigi no Dungeon - 2006 : Dragon Quest and Final Fantasy in Itadaki Street Portable - 2007 : Itadaki Street DS - 2007 : Dragon Quest Swords - 2007 : Dragon Quest : L'Épopée des élus (remake de Dragon Quest IV), scénariste, directeur du game design - 2008 : Dragon Quest : La Fiancée céleste (remake de Dragon Quest V), scénariste, directeur du game design - 2009 : Dragon Quest IX : Les Sentinelles du Firmament, game design, scénariste - 2009 : Dragon Quest VI (remake sur Nintendo DS), scénariste, directeur du game design - 2010 : Dragon Quest Monsters: Joker 2 - 2012 : Dragon Quest X - 2017 : Dragon Quest XI |

Manga et anime
- Dragon Quest : La Quête de Daï (ou Fly), superviseur
- Divers OAV Dragon Quest, superviseur